# ベート数
数学、特に集合論において、ベート数とはヘブライ文字 のב（ベート）を用いて {\displaystyle \beth _{0},\beth _{1},\beth _{2},\beth _{3},\dots } と表される無限基数の列である。ベート数はアレフ数 {\displaystyle \aleph _{0},\aleph _{1},\aleph _{2},\dots } と関連するが、一般連続体仮説が真でない限り、アレフ数では表されるがベート数では表されない数が存在する。

## 定義
ベート数は超限再帰を用いて定義される:
- {\displaystyle \beth _{0}=\aleph _{0}}
- {\displaystyle \beth _{\alpha +1}=2^{\beth _{\alpha }}}
- {\displaystyle \beth _{\lambda }=\sup {\Bigl \{}\beth _{\alpha }:\alpha <\lambda {\Bigr \}}}

ここで、{\displaystyle \alpha } は順序数、{\displaystyle \lambda } は極限順序数である。
基数 {\displaystyle \beth _{0}=\aleph _{0}} は任意の可算無限集合（例えば自然数全体の集合 {\displaystyle \mathbb {N} }）の濃度である。よって {\displaystyle \beth _{0}=|\mathbb {N} |} となる。
なお、{\displaystyle \alpha } を順序数、{\displaystyle A_{\alpha }} を濃度が {\displaystyle \beth _{\alpha }=|A_{\alpha }|} であるような集合としたとき、
- {\displaystyle {\mathcal {P}}(A_{\alpha })} は {\displaystyle A_{\alpha }} の冪集合（すなわち、{\displaystyle A_{\alpha }} の部分集合全体の集合）を表す。

- 集合 {\displaystyle 2^{A_{\alpha }}\subset {\mathcal {P}}(A_{\alpha }\times 2)} は {\displaystyle A_{\alpha }} から {\displaystyle \{0,1\}} への写像全体の集合を表す。

- 基数 {\displaystyle 2^{\beth _{\alpha }}} は基数の冪を表す。

- {\displaystyle \beth _{\alpha +1}=2^{\beth _{\alpha }}=\left|2^{A_{\alpha }}\right|=|{\mathcal {P}}(A_{\alpha })|} は {\displaystyle A_{\alpha }} の冪集合の濃度を表す。

以上の定義より、
{\displaystyle \beth _{0},\beth _{1},\beth _{2},\beth _{3},\dots }
はそれぞれ
{\displaystyle \mathbb {N} ,{\mathcal {P}}(\mathbb {N} ),{\mathcal {P}}({\mathcal {P}}(\mathbb {N} )),{\mathcal {P}}({\mathcal {P}}({\mathcal {P}}(\mathbb {N} ))),\dots }
の濃度であって、2番目のベート数 {\displaystyle \beth _{1}} は連続体濃度 {\displaystyle {\mathfrak {c}}} に等しく、3番目のベート数 {\displaystyle \beth _{2}} は連続体濃度をもつ集合の冪集合の濃度である。
カントールの定理によって上の列の各集合は前の集合よりも真に大きい濃度をもつ。無限極限順序数 {\displaystyle \lambda } に対して、対応するベート数は {\displaystyle \lambda } よりも真に小さいすべての順序数に対するベート数の上限として定義される。
{\displaystyle \beth _{\lambda }=\sup\{\beth _{\alpha }:\alpha <\lambda \}}
この定義は以下と同値である。
{\displaystyle \beth _{\lambda }=|\bigcup {\Bigl \{}A_{\alpha }:\alpha <\lambda {\Bigr \}}|}
フォン・ノイマン宇宙 {\displaystyle V_{\omega +\alpha }\!} は濃度 {\displaystyle \beth _{\alpha }\!} をもつことも証明できる。

## アレフ数との関係
選択公理を仮定すると、無限濃度は全順序であり、任意の2つの濃度は常に比較可能である。したがって、定義により、{\displaystyle \aleph _{0}} と {\displaystyle \aleph _{1}} の間に無限濃度は存在せず、
{\displaystyle \beth _{1}\geq \aleph _{1}}
であることが従う。この議論を繰り返すことによって（超限帰納法参照）すべての順序数 {\displaystyle \alpha } に対して
{\displaystyle \beth _{\alpha }\geq \aleph _{\alpha }} 
である。
連続体仮説は次と同値である。
{\displaystyle \beth _{1}=\aleph _{1}.}
一般連続体仮説が言っているのはこのように定義されたベート数の列はアレフ数の列と同じである、すなわちすべての順序数 {\displaystyle \alpha } に対して
{\displaystyle \beth _{\alpha }=\aleph _{\alpha }} 
であるということである。

## 具体例

### ベート・ヌル
これは {\displaystyle \aleph _{0}}（アレフ・ヌル）と定義されるから、濃度が {\displaystyle \beth _{0}} の集合には次のものがある。
- 自然数全体 {\displaystyle \mathbb {N} }
- 有理数全体 {\displaystyle \mathbb {Q} }
- 代数的数全体
- 計算可能数全体と帰納的集合
- 整数からなる有限集合全体の集合

### ベート・ワン
濃度が {\displaystyle \beth _{1}} の集合には次のものがある。
- 超越数全体
- 無理数全体
- 実数全体 {\displaystyle \mathbb {R} }
- 複素数全体 {\displaystyle \mathbb {C} }
- ユークリッド空間 {\displaystyle \mathbb {R} ^{n}}
- 自然数全体の集合の冪集合（自然数全体の集合のすべての部分集合からなる集合）
- 整数からなる数列全体の集合（すなわちすべての関数 {\displaystyle \mathbb {N} } → {\displaystyle \mathbb {Z} } からなる集合で、しばしば {\displaystyle \mathbb {Z} ^{\mathbb {N} }} と表記される）
- 実数列全体 {\displaystyle \mathbb {R} ^{\mathbb {N} }}
- {\displaystyle \mathbb {R} } から {\displaystyle \mathbb {R} } へのすべての連続関数からなる集合
- 有限個の実数からなる集合全体

### ベート・ツー
{\displaystyle \beth _{2}}（英語では beth two と読む）は {\displaystyle 2^{\mathfrak {c}}}（2 の c 乗、two to the power of c）とも呼ばれる。
濃度が {\displaystyle \beth _{2}} の集合には次のものがある。
- 実数全体の集合の冪集合、つまり実数直線の部分集合の数、あるいは実数からなる集合の数
- 自然数全体の集合の冪集合の冪集合
- {\displaystyle \mathbb {R} } から {\displaystyle \mathbb {R} } への関数すべてからなる集合（{\displaystyle \mathbb {R} ^{\mathbb {R} }}）
- {\displaystyle \mathbb {R} ^{m}} から {\displaystyle \mathbb {R} ^{n}} へのすべての関数からなる集合
- 自然数全体の集合から自然数全体の集合へのすべての写像からなる集合の冪集合、つまり自然数列の集合の数
- {\displaystyle \mathbb {R} }, {\displaystyle \mathbb {Q} }, {\displaystyle \mathbb {N} } のストーン・チェックのコンパクト化（英語版）

### ベート・オメガ
{\displaystyle \beth _{\omega }}（beth omega）は最小の非可算強極限基数である。

## 一般化
より一般的な記号 {\displaystyle \beth _{\alpha }(\kappa )}、ここで {\displaystyle \alpha } は順序数で {\displaystyle \kappa } は基数、が時折用いられる。それは次のように定義される。
{\displaystyle \beth _{0}(\kappa )=\kappa ,}
{\displaystyle \beth _{\alpha +1}(\kappa )=2^{\beth _{\alpha }(\kappa )},}
{\displaystyle \beth _{\lambda }(\kappa )=\sup\{\beth _{\alpha }(\kappa ):\alpha <\lambda \}} if λ is a limit ordinal.
なので
{\displaystyle \beth _{\alpha }=\beth _{\alpha }(\aleph _{0}).}
ZF において、任意の濃度 {\displaystyle \kappa } と {\displaystyle \mu } に対して、ある順序数 {\displaystyle \alpha } が存在して、
{\displaystyle \kappa \leq \beth _{\alpha }(\mu ).}
そして ZF において、任意の濃度 {\displaystyle \kappa } と順序数 {\displaystyle \alpha }, {\displaystyle \beta } に対して
{\displaystyle \beth _{\beta }(\beth _{\alpha }(\kappa ))=\beth _{\alpha +\beta }(\kappa ).}
したがって、ur-elementのないZermelo–Fraenkel 集合論において、選択公理はあってもなくても、任意の濃度 {\displaystyle \kappa } と {\displaystyle \mu } に対して、等式
{\displaystyle \beth _{\beta }(\kappa )=\beth _{\beta }(\mu )}
がすべての十分大きい順序数 {\displaystyle \beta } に対して成り立つ（つまり、ある順序数 {\displaystyle \alpha } が存在して、すべての順序数 {\displaystyle \beta } ≥ {\displaystyle \alpha } に対して等式が成り立つ）。
これは ur-element をもつ Zermelo–Fraenkel 集合論においても選択公理はあってもなくても、ur-element が pure set（推移閉包が ur-element を全く含まないような集合）と等濃な集合をなすと仮定すれば、成り立つ。選択公理を仮定すれば、ur-element からなる任意の集合はある pure set と等濃である。